# Pedjuang 59–75
Die Pedjuang 59–75 war eine pro-indonesische Miliz (Wanra) im von Indonesien seit 1975 besetzten Osttimor. Sie hatte ihr Operationsgebiet im Distrikt Viqueque. Die Basis befand sich in der Stadt Viqueque im Suco Uma Quic (Beobe).
Der Name „Pedjuang 59–75“ (deutsch Krieger 59–79) nimmt Bezug auf die Viqueque-Rebellion von 1959 und die indonesische Invasion in Osttimor 1975. Der Name wurde in verschiedenen Varianten genutzt: „59-75 Pedjuang Junior“, „Senior 59/Junior 75“, „59/75 Junior“ oder auch nur „59/75“.
Die Miliz lief auch unter den Namen „Bebui“ und „Nagah Mera“ (deutsch Roter Drache). Letzteren verwendete auch eine Miliz in Ermera.

## Hintergrund
Eng arbeitete die Pedjuang 59–75 mit Oberstleutnant Djoko Soekarsono zusammen, dem Distriktsmilitärkommandanten (Dandim) und der zweiten Miliz im Distrikt, der Makikit. In Viqueque gab es insgesamt etwa 200 Milizionäre, die mit 100 bis 200 Schusswaffen bewaffnet waren. Die Waffen erhielt die Pedjuang 59–75 vom lokalen Militärgeheimdienst. Im Vergleich mit anderen Distrikten waren die Milizen in Viqueque damit relativ schwach. Ein Grund dafür könnte die starke Präsenz des militärischen Arms der Unabhängigkeitsbewegung Forças Armadas de Libertação Nacional de Timor-Leste (FALINTIL) in der Region gewesen sein. Kopassus führte regelmäßig Übungen mit der Pedjuang 59–75 durch.
Es gibt verschiedene Angaben, wer der Chef der Miliz war. Genannt werden der Distriktsadministrator (Bupati) Martinho Fernandes, Alvaro de Jesus, Raimundo Soares und Francelino Soares.

## Verbrechen
Obwohl die Pedjuang 59–75 bereits vor 1999 existierte, war sie relativ wenig aktiv. Im Vorfeld des Unabhängigkeitsreferendums in Osttimor am 30. August 1999 begann sie mit Angriffen auf Unabhängigkeitsbefürworter. Am 20. März griffen Milizionäre der Makikit und der Pedjuang 59–75 und indonesische Soldaten die Einwohner von Dilor an. Unabhängigkeitsbefürworter im Ort wurden verprügelt. 160 Einwohner Dilors wurden für eine begrenzte Zeit festgenommen, 500 flohen aus ihren Häusern.
Im April wurden weitere Einschüchterungskampagnen durch die Miliz im Subdistrikt Viqueque durchgeführt. Am 18. April wurden 18 Jugendliche von der Miliz entführt. Man beschuldigte sie, dass sie die FALINTIL unterstützten. Laut Aussagen eines ehemaligen Milizionärs ermordeten Mitglieder der Pedjuang 59–75 am 2. und 13. Mai mindestens 14 Menschen. Die Ermittler der Vereinten Nationen konnten später die Gräber von 18 Opfern auffinden und exhumieren. Die Opfer waren teilweise auf eine sehr grausame Weise ermordet worden: Man hatte ihnen einen Tierknochen durch den Gaumen ins Gehirn getrieben.
Am 11. August wurden bei einem Angriff der Pedjuang 59–75 auf ein Wahlinformationszentrum zwei Osttimoresen in Viqueque ermordet und zwei weitere verwundet. Zwei weitere Männer wurden in Beaco ermordet und einer am 11. September in Builale. Nach der Bekanntgabe des Wahlergebnisses zugunsten der Unabhängigkeit beteiligte sich die Pedjuang 59–75 an der Deportation und Vertreibung der Bevölkerung. So berichtete ein Zeuge, wie Armee und Miliz zusammen die Häuser von Uma Uain Craic niederbrannten.